# Lake (métro de Los Angeles)
Pour les articles homonymes, voir Lake.
Lake est une station du métro de Los Angeles desservie par les rames de la ligne A et située dans la ville de Pasadena en Californie.
Il s'agit de l'une des stations de la ligne L située le long de l'itinéraire de la Rose Parade, qui passe sur Colorado Boulevard, elle est ainsi utilisée massivement par le public afin de suivre la parade.

## Localisation
Station du métro de Los Angeles en surface, Lake est située sur la ligne A au milieu de l'autoroute 210, précisément près du croisement avec North Lake Avenue à Pasadena au nord-est de Los Angeles.

## Histoire
Lake a été mise en service le 26 juillet 2003, lors de l'ouverture de la ligne L.

## Service

### Accueil

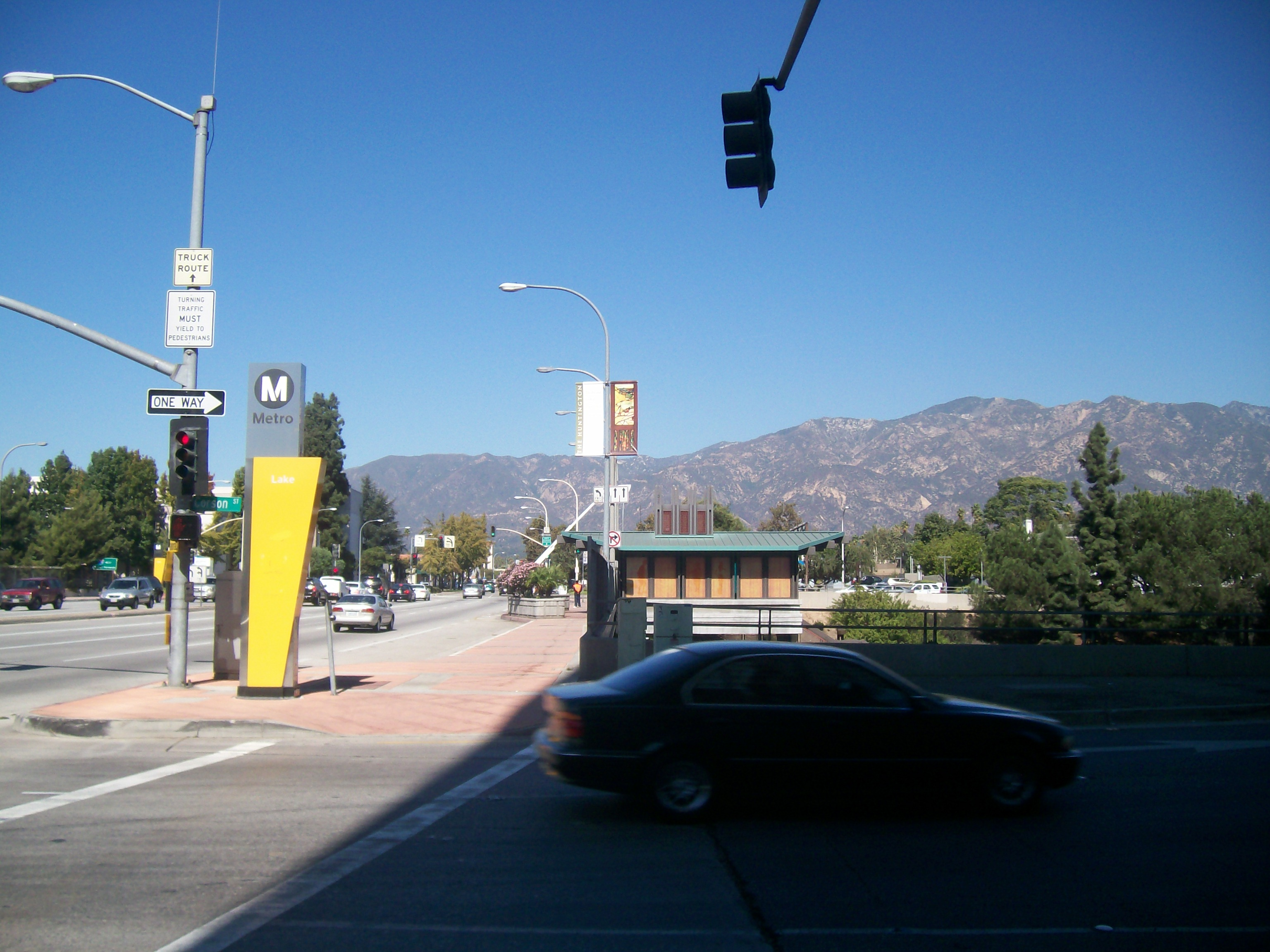
Une vue de la station.
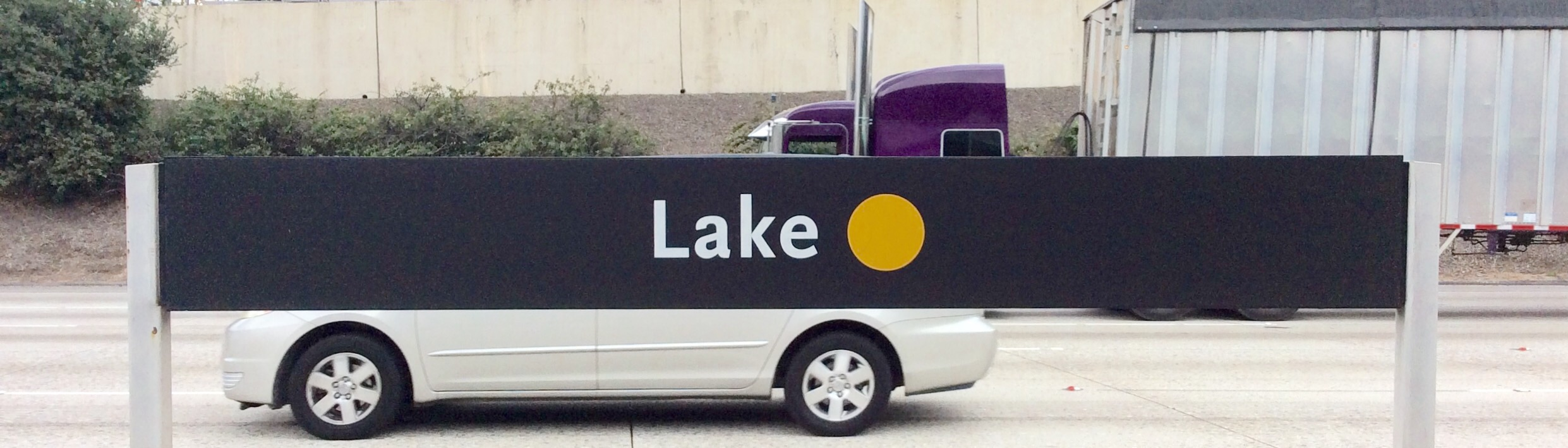
Signalétique.

### Desserte
La station se trouve dans un secteur commercial et de tours à bureaux de la ville de Pasadena.

### Intermodalité
La station bénéficie d'un stationnement de 22 places et d'un range-vélos. Elle est également desservie par les lignes d'autobus 180 et 258 de Metro, les lignes 20 et 40 de Pasadena Transit (en) et la ligne 549 de LADOT Commuter Express (en).

## Architecture et œuvres d'art
La station abrite une œuvre de l'artiste Pat Ward Williams, nommée Everyday People qui représente des habitants du secteur qui vaquent à leurs occupations ou qui sont en déplacement. Ces représentations sont en fait des photographies ornant des panneaux de verre dorés, turquoise et fuchsia.